# Ray Ozzie
Ray Ozzie (nacido el 20 de noviembre de 1955) era Arquitecto Jefe de Software en Microsoft. Anteriormente era conocido por el papel jugado en la creación de Lotus Notes
Creció en Park Ridge, Illinois, graduándose en la Maine South High School en 1973. En el instituto, aprendió a programar en un sistema GE-400, e hizo algún trabajo técnico y participó en obras de teatro.
Recibió su grado en ciencias de la computación en 1979 por la Universidad de Illinois en Urbana-Champaign, donde trabajó en el sistema PLATO, y comenzó su carrera en Data General Corporation, donde trabajó para Jonathan Sachs. Tras abandonar Data General, Ozzie trabajó en Software Arts, donde colaboró en el desarrollo de VisiCalc y TK Solver. Antes de ser contratado por Sachs para trabajar en Lotus Development en el desarrollo de Lotus Symphony. En 1984 abandonó la compañía para fundar Iris Associates, donde desarrolló el producto que sería posteriormente adquirido por Lotus y conocido como Lotus Notes, volviendo con esto a Lotus, al ser adquirida la compañía en 1994. Cuando Lotus Development fue adquirida por IBM en 1995, Ozzie continuó trabajando durante algunos años hasta que se marchó para crear Groove Networks.
Groove fue adquirida por Microsoft en 2005, y Ozzie se convirtió en uno de los tres directores técnicos de la empresa. El 15 de junio de 2006, asumió el papel de Arquitecto Jefe de Software, cargo llevado hasta entonces por Bill Gates. En Microsoft, estuvo detrás del proyecto Live Mesh.
El 18 de octubre de 2010 decide abandonar su puesto en Microsoft. Esto es comunicado a los empleados de la empresa por un correo electrónico de Steve Ballmer. Ballmer declara que Ozzie es irremplazable y nadie ocupara su puesto a la brevedad.
Ozzie publica, el 27 de octubre de 2010, en su blog personal, un llamamiento a Microsoft a pensar en un futuro después de la PC.

"Cierren los ojos y formen una imagen realista sobre cómo podría ser un mundo post-PC, si es que de verdad eso llegase a ocurrir"